# Грабув (гміна)
Гміна Грабув (пол. Gmina Grabów) — місько-сільська гміна у центральній Польщі. Належить до Ленчицького повіту Лодзинського воєводства.
Станом на 31 грудня 2011 у гміні проживало 6335 осіб.

## Площа
Згідно з даними за 2007 рік площа гміни становила 154.84 км², у тому числі:
- орні землі: 91.00%
- ліси: 7.00%

Таким чином, площа гміни становить 20.01% площі повіту.

## Населення
Станом на 31 грудня 2011:
| Опис     | Загалом | Загалом | Чоловіки | Чоловіки | Жінки | Жінки |
| -------- | ------- | ------- | -------- | -------- | ----- | ----- |
| одиниця  | осіб    | %       | осіб     | %        | осіб  | %     |
| все      | 6335    | 100     | 3202     | 50.54    | 3133  | 49.46 |
| міське   | 0       | 100     | 0        |          | 0     |       |
| сільське | 6335    | 100     | 3202     | 50.54    | 3133  | 49.46 |

## Сусідні гміни
Гміна Грабув межує з такими гмінами: Дашина, Домбе, Клодава, Ленчиця, Ольшувка, Ходув, Свініце-Варцьке.